# Alvin Lee

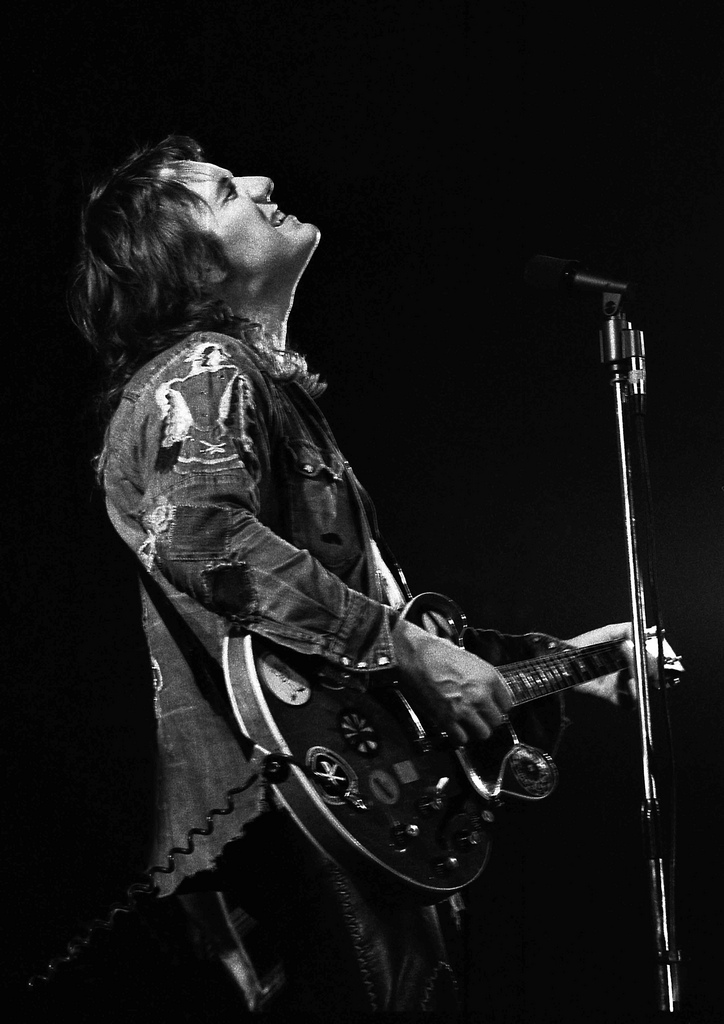
Alvin Lee tijdens een optreden in concertzaal het Turfschip in Breda, in 1978

Graham Alvin Barnes (Nottingham, 19 december 1944 – Marbella, 6 maart 2013), bekend onder de artiestennaam Alvin Lee, was een Britse rock-gitarist en -zanger, die bekend werd door de bluesrock-band Ten Years After.

## Ten Years After
Lee speelde vanaf zijn dertiende gitaar en werd professioneel muzikant in 1962, toen hij ging optreden met de groep The Jaybirds. Met deze groep, waarvan onder meer Leo Lyons lid was, speelde hij dat jaar in de nu beroemde Star-Club in Hamburg, beroemd omdat kort daarvoor The Beatles daar lange tijd optraden. De band, met Lee als leadzanger en gitarist, kreeg daar een zekere aanhang, maar internationaal succes kwam er pas nadat de groep in 1966 in Londen actief werd. De band veranderde zijn naam in Jaybird en vervolgens in Ten Years After, speelde er in de bekende Marquee Club en kreeg in 1967 een platencontract. Het resulterende album, Ten Years After (1967, uitgekomen op Deram), leidde ertoe dat de groep ook in Amerika werd opgemerkt. De band werd in 1968 door concertpromotor Bill Graham uitgenodigd voor een tournee. Uiteindelijk zou Ten Years After in zeven jaar tijd 28 keer in dat land toeren. Een hoogtepunt was een optreden op het legendarische Woodstock Festival in 1969, een concert dat ertoe bijdroeg dat Lee en zijn bandleden sterren werden: in de jaren erna speelde de band in stadions en andere grote plekken over de hele wereld. Ook bracht de groep met succes zo'n tien albums uit, waaronder enkele live-platen. In het begin van de jaren zeventig maakte de groep platen voor Columbia. Dit platenlabel probeerde de groep echter in de richting van de pop te duwen en dat was een van de redenen dat Lee na de plaat Rock & Roll Music to the World (Columbia, 1972) de band verliet.

## Latere jaren
In 1973 nam hij met Mylon LeFevre en met medewerking van enkele beroemde gaststerren (zoals George Harrison en Steve Winwood) het album On the Road to Freedom op. Ook speelde hij dat jaar mee op het album The Session van Jerry Lee Lewis. Een jaar later bracht hij met zijn groep Alvin Lee & Company een dubbele live-plaat uit, In Flight, en met leden van deze band nam hij hierna nog eens twee albums op. Eind jaren zeventig richtte hij de band Ten Years Later op, waarmee hij enkele platen maakte en uitgebreid toerde in Europa en Amerika. In de jaren tachtig werkte hij samen met Steve Gould (voorheen Rare Bird) en toerde hij met de groep van ex-Rolling Stones-gitarist Mick Taylor. In de jaren erna maakte hij nog verschillende platen, onder meer met medewerking van George Harrison. Lee's laatste album was het in september 2012 verschenen Still on the Road to Freedom.
Alvin Lee overleed in 2013 aan de gevolgen van complicaties na een operatie. Zijn optreden het jaar ervoor (28 mei 2012) op het festival Ribs & Blues te Raalte bleek achteraf zijn laatste concert te zijn geweest. In september 2013 is dit optreden op cd uitgebracht.

## Discografie
- Ten Years After, 1967
- Undead, 1968
- Ssssh, 1969
- StonedHenge, 1969
- Watt, 1970
- Cricklewood Green, 1970
- A Space in Time, 1971
- Rock and Roll to the World 1972
- Recorded Live 1973
- Positieve Vibrations, 1974
- On the Road to Freedom, 1973
- In Flight, 1974
- Pump Iron!, 1975
- Let It Rock, 1978
- Rocket Fuel (Ten Years Later), 1978
- Ride On (Ten Years Later), 1979
- Free Fall (Alvin Lee Band), 1980
- RX5, 1981
- Detroit Diesel, 1986
- Zoom, 1992
- Nineteen Ninety-Four, 1994
- Solid Rock, 1997
- In Tennessee (met Scotty Moore en D.J. Fontana), 2004
- Saguitar, 2007
- Still on the Road to Freedom, 2012
- The last show, 2013
- About time – ten years after,1989